# Antonio Cardile
Antonio Cardile (Tarento, 26 de febrero de 1914 – Roma, 9 de diciembre de 1986) fue un pintor, escultor, diseñador y grabador italiano de la Escuela romana de pintura.

## Biografía
Se graduó en 1936 en la Academia de Bellas Artes de Florencia con Felice Carena y el grabador Celestino Celestini. Trabajó inicialmente exponiendo en Italia en las “Muestras sindicales”. Durante la Segunda Guerra Mundial y después de ser prisionero de guerra regresó a Roma donde se unió al movimiento artístico de la Escuela romana de pintura.
En sus últimos años de vida inició en las artes visuales a su sobrino Joseph Pace,' quien fundaría en París la corriente filosófica y artística llamada filtranisme.
Pintor, escultor, diseñador y grabador, en cincuenta años de carrera Cardile interpretó libremente temas sagrados y profanos.